# Birds of Pray
Birds of Pray – album amerykańskiej grupy rockowej Live. Wydany został 19 maja 2003 roku. Nagrania dotarły do 28. miejsca listy Billboard 200 w USA.

## Lista utworów
1. "Heaven" – 3:49
2. "She" – 2:40
3. "The Sanctity of Dreams" – 3:33
4. "Run Away" – 3:53
5. "Life Marches On" – 2:53
6. "Like I Do" – 4:14
7. "Sweet Release" – 3:02
8. "Everytime I See Your Face" – 3:16
9. "Lighthouse" – 3:08
10. "River Town" – 4:09
11. "Out to Dry" – 3:20
12. "Bring the People Together" – 3:02
13. "What Are We Fighting For?" – 3:21